# Abandon (filme)
Abandon (bra: Sem Pistas; prt: Regressão) é um filme estadunidense de 2002, dos gêneros suspense e drama romântico, escrito e dirigido por Stephen Gaghan, com roteiro baseado no romance Adams Fall, de Sean Desmond, reintitulado depois como Abandon, por causa do filme.

## Sinopse
Jovem universitária abalada pelo desaparecimento de seu namorado, dois anos antes, tenta levar uma vida normal, até que um detetive resolve reabrir o caso e acaba se aproximando dela.

## Elenco
- Katie Holmes como Katie Burke
- Benjamin Bratt como Wade Handler
- Charlie Hunnam como Embry Larkin
- Zooey Deschanel como Samantha Harper
- Fred Ward como tenente Bill Stayton
- Mark Feuerstein como Robert Hanson
- Melanie Lynskey como Mousy Julie
- Philip Bosco como Professor Jergensen
- Gabriel Mann como Harrison Hobart
- Will McCormack como August
- Gabrielle Union como Amanda Luttrell
- Tony Goldwyn como Dr. David Schaffer

## Lançamento

### Bilheteria
O filme estreou no 7º lugar nas bilheterias dos EUA, recebendo US$ 5 milhões  no primeiro fim de semana de estreia.

### Recepção da crítica
A recepção foi em grande parte negativa. O Rotten Tomatoes considerou o filme com 16% de aprovação crítica "podre", com base em 113 críticas, com uma pontuação média de 4,28/10, resumindo a opinião crítica ao afirmar que o enredo é "desarticulado e confuso". No Metacritic, a pontuação do filme é 36/100 baseada em 26 revisões, indicando uma recepção geralmente desfavorável. A revista Variety descreveu-o como "um aspirante a Fatal Attraction".